# بزرقطونا
البَزَرْقَطُونَا أو البَزَرْقَطُونَاء أو البَذَرْقَطُونَا أو البَرْغُوثِيّ أو القريطة، اسمه العلمي (.Plantago afra L أو Plantago psyllium)، وهو نوع من لِسَان الحَمَل، وأوراقه متقلبة على ساق مفردة أو متفرعة.

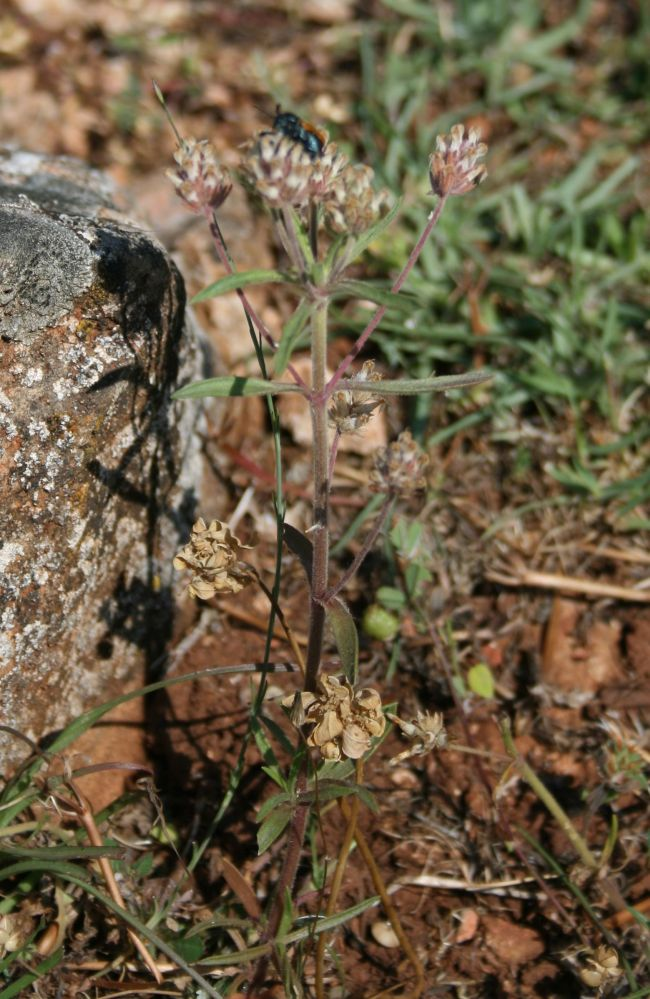
Plantago afra.jpg

## الاستخدامات
تستخدم بذور البرغوثي ملينًا لعلاج اللإمساك.